# Xianyang
Xianyang (chinois : 咸阳 ; pinyin : Xiányáng) est une ville-préfecture de la province du Shaanxi en Chine. Elle se trouve sur la Wei, et à 25 km au nord-ouest de Xi'an, la capitale provinciale. La population urbaine était de 945 420 habitants en 2010, et celle de la préfecture était de 5 096 001.
Xianyang fut la capitale de la dynastie Qin, et le célèbre mausolée de l'empereur Qin se trouve à proximité.

## Économie
En 2004, le PIB total a été de 33,9 milliards de yuans.

## Jumelage
Xianyang et la ville française du Mans (Sarthe) ont signé un pacte d’amitié et de coopération en 2001. En 2008, Xianyang signait un accord de jumelage avec la ville américaine de Rochester (New York).

## Subdivisions administratives
La ville-préfecture de Xianyang exerce sa juridiction sur quatorze subdivisions - trois districts, une ville-district et dix xian :
- le district de Qindu - 秦都区 Qíndū Qū ;
- le district de Yangling - 杨陵区 Yánglíng Qū ;
- le district de Weicheng - 渭城区 Wèichéng Qū ;
- la ville de Xingping - 兴平市 Xīngpíng Shì ;
- le xian de Sanyuan - 三原县 Sānyuán Xiàn ;
- le xian de Jingyang - 泾阳县 Jīngyáng Xiàn ;
- le xian de Qian - 乾县 Qián Xiàn ;
- le xian de Liquan - 礼泉县 Lǐquán Xiàn ;
- le xian de Yongshou - 永寿县 Yǒngshòu Xiàn ;
- le xian de Bin - 彬县 Bīn Xiàn ;
- le xian de Changwu - 长武县 Chángwǔ Xiàn ;
- le xian de Xunyi - 旬邑县 Xúnyì Xiàn ;
- le xian de Chunhua - 淳化县 Chúnhuà Xiàn ;
- le xian de Wugong - 武功县 Wǔgōng Xiàn.

## Personnalités liées à la ville
- Shangguan Wan'er, dont la tombe est découverte en 2013 à côté de l'aéroport
- Zhang Zhan, lanceuse d'alerte chinoise arrêtée le 13 mai 2020, actuellement[Quand ?] détenue.